# Gemeindevertretungs- und Bürgermeisterwahlen in Vorarlberg 2025
Im Rahmen der Gemeindevertretungs- und Bürgermeisterwahlen in Vorarlberg 2025 wurden die beiden kommunalen Vertretungskörper aller 96 Gemeinden im österreichischen Bundesland Vorarlberg neu gewählt. Der Hauptwahltermin für die Wahlen der Gemeindevertretungen und der Bürgermeister-Direktwahlen war der 16. März 2025, allfällige Stichwahlen für die Bürgermeisterwahl wurden am 30. März 2025 durchgeführt.

## Wahlrecht
Aktives Wahlrecht
Zur Wahl der Gemeindevertretung und des Bürgermeisters im Jahr 2025 ist aktiv wahlberechtigt, wer
- am Wahltag, dem 16. März 2025, zumindest das 16. Lebensjahr vollendet,
- seinen Hauptwohnsitz am Stichtag, dem 30. Dezember 2024, in Vorarlberg hatte und die österreichische Staatsbürgerschaft oder die Staatsbürgerschaft eines Mitgliedsstaats der Europäischen Union besitzt
- und nicht vom Wahlrecht ausgeschlossen wurde (wird vom Gericht bei bestimmten strafrechtlichen Verurteilungen im Einzelfall explizit ausgesprochen).

Passives Wahlrecht
Jeder Vorarlberger oder Unionsbürger ist in die Gemeindevertretung wählbar, der die Voraussetzungen des aktiven Wahlrechts erfüllt und darüber hinaus zumindest das 18. Lebensjahr am Wahltag vollendet hat. Zum Bürgermeister einer Gemeinde kann allerdings nur ein Bürger der Gemeinde, also ein österreichischer Staatsbürger mit Hauptwohnsitz in der jeweiligen Gemeinde, gewählt werden.

### Wahlsysteme
In den meisten Gemeinden des Landes wird die Gemeindevertretung listenmäßig und der Bürgermeister direkt gewählt. Daneben gibt es allerdings als Vorarlberger Unikum noch zwei weitere Wahlverfahren, die in Sonderfällen zur Anwendung kommen.
Listenwahl mit Bürgermeisterdirektwahl
Bei der Listenwahl mit Bürgermeisterdirektwahl bringen Parteien oder freie Listen Wahlvorschläge für die Gemeindevertretung und für das Amt des Bürgermeisters ein. Die Wähler können anschließend jeweils eine Stimme für eine Liste oder Partei bei der Gemeindevertretung sowie eine Stimme für die Wahl des Bürgermeisters abgeben. Zusätzlich können 5 Vorzugsstimmen bei der gewählten Liste der Gemeindevertretung vergeben werden. Bei der Bürgermeisterwahl müssen die Wähler nicht dem Kandidaten der bei der Gemeindevertretung gewählten Liste oder Partei zwangsweise ebenfalls ihre Stimme geben (Stimmensplitting).
Die Möglichkeit zur direkten Wahl des Bürgermeisters gibt es in Vorarlberg erst seit der Wahlrechtsnovelle des Jahres 1999. Erstmals zur Anwendung kam es bei den Gemeindevertretungs- und Bürgermeisterwahlen im Jahr 2000. 
Listenwahl (mit Vorwahl)
Bei der Listenwahl wählen die Wähler aus vorgefertigten Listen (oft als „Einheits-“ oder „Gemeindelisten“ bezeichnet) die neue Gemeindevertretung. Oft wird dieses Wahlsystem in Verbindung mit einer Vorwahl praktiziert. Dabei wird entweder an alle Wahlberechtigten der Gemeinde ein leerer Stimmzettel gesendet, auf dem diese jene Personen eintragen können, welche ihrer Meinung nach auf der Liste aufscheinen sollten, oder die Parteien senden ihre Listen an die Bürger, welche anschließend bereits im Vorfeld der Wahl eine Reihung innerhalb dieser vornehmen können. In der darauf folgenden Wahl erhalten die Stimmberechtigten abermals die Möglichkeit, durch Vorzugsstimmen die Reihung auf den Listen zu ändern. Bei der reinen Listenwahl bestimmen anschließend an die Wahl die Mitglieder der neu gewählten Gemeindevertretung aus ihrer Mitte den Bürgermeister der Gemeinde. 
Mehrheitswahl
Grundsätzlich ist die Gemeindevertretung in Vorarlberg nach dem Verhältniswahlrecht durchzuführen. Falls sich in einer Gemeinde jedoch bis spätestens sechs Wochen vor dem Wahltag keine Partei zur Wahl stellt, so kann die Wahl als Mehrheitswahl durchgeführt werden. Einige, insbesondere kleinere, Gemeinden praktizieren das so genannte Mehrheitswahlrecht, bei dem jeder Wahlberechtigte maximal doppelt so viele Namen (von in dieser Gemeinde passiv Wahlberechtigten), wie Plätze in der Gemeindevertretung vorhanden sind, auf dem Wahlzettel angeben kann. Jene Personen mit der meisten Anzahl an Stimmen gelten anschließend als gewählt. Die neu gewählten Gemeindevertreter küren anschließend in ihrer ersten Sitzung aus ihrer Mitte den neuen Bürgermeister.
Dieses Verfahren, das in Vorarlberg als einzigem österreichischen Bundesland zur Anwendung kommt, wird im Vorarlberger Gemeindewahlgesetz im 9. Abschnitt unter dem Namen „Wahlen in die Gemeindevertretung in Ermangelung von Wahlvorschlägen“ festgelegt. Die Mehrheitswahl wurde im Jahr 1984 vom Verfassungsgerichtshof als verfassungswidrig aufgehoben, nach einer Novelle des Bundesverfassungs-Gesetzes im Jahr 2000 aber wieder eingeführt. 